# Ann-Kathrin Kramer

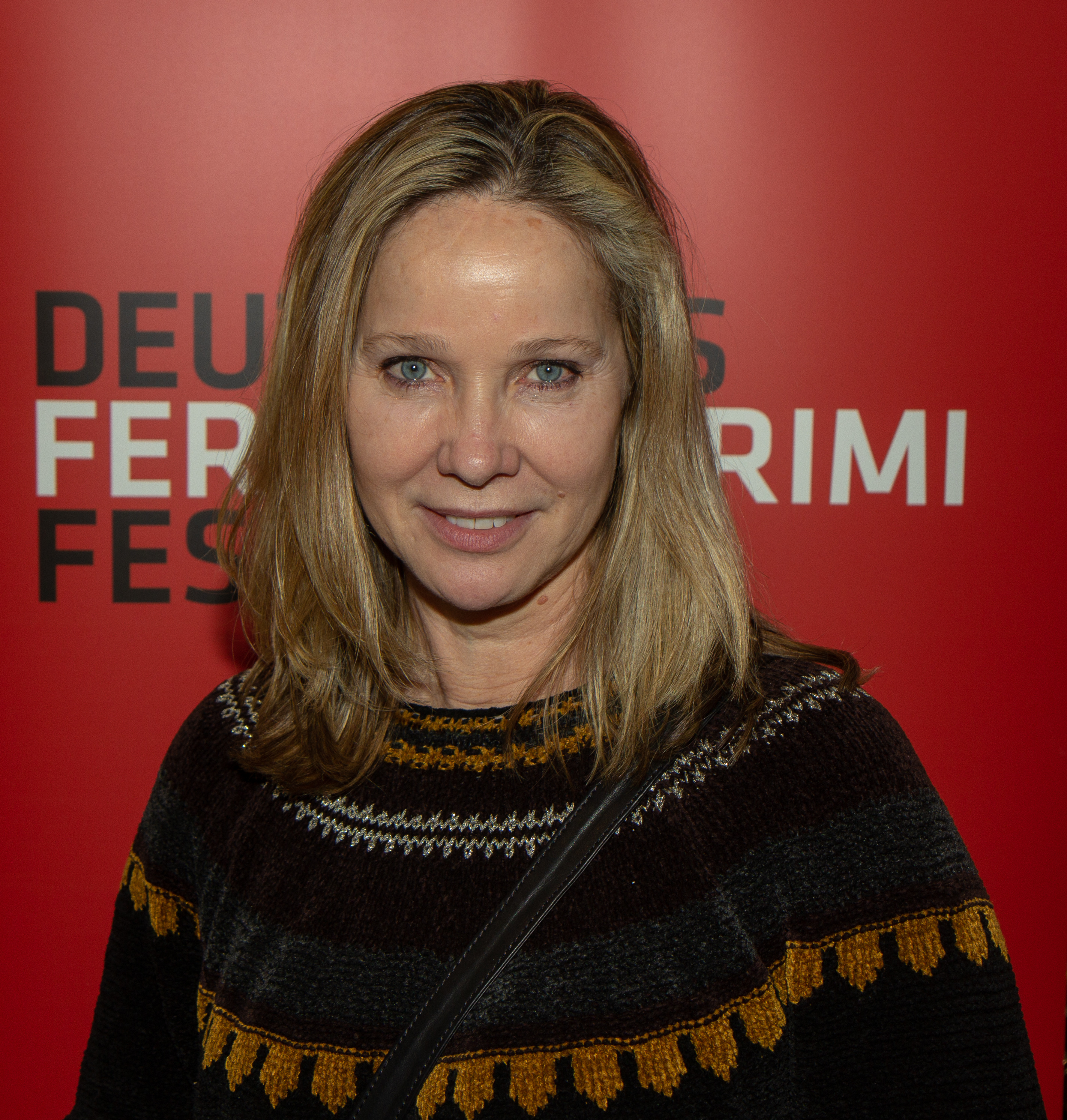
Ann-Kathrin Kramer (2019)

Ann-Kathrin Kramer (* 4. April 1966 in Wuppertal) ist eine deutsche Schauspielerin, Kinderbuchautorin und Drehbuchautorin. Bekannt wurde sie 1995 als Privatdetektivin Caro Koslowski an der Seite von Jan Josef Liefers und Ulrich Noethenin der ARD-Krimiserie Die Partner. Sie spielte in unzähligen Filmen, u. a. die Rolle der BKA-Profilerin Michelle Eisner in der gleichnamigen Reihe und ab 2002 die Kommissarin Lizzy Krüger in der ZDF-Reihe Das Duo. 2024 stand sie mit ihrem Mann Harald Krassnitzer in dem ARD Fernsehfilm Aus dem Leben vor der Kamera für den beide auch für den Deutschen Schauspielpreis nominiert sind.
Gemeinsam mit Schönherz & Fleer, ihrem Mann und weiteren Künstlern gestaltete sie Ende 2024 das Poesie Projekt  und interpretierte Gedichte von Mascha Kaléko bis Nadja Küchenmeister.   Auf der Bühne ist sie zurzeit mit dem sagas.ensembles in der Szenischen Lesungen Chocolat, Chocolat – Ein kleiner Biss genügt und weiteren Lesungen zu sehen.

## Leben

### Herkunft und Ausbildung
Ann-Kathrin Kramer wurde als Tochter des Grafikers Peter Stuhl geboren. Sie hat zwei Brüder. Der Regisseur und Kameramann Willy Zielke ist ihr Großonkel.

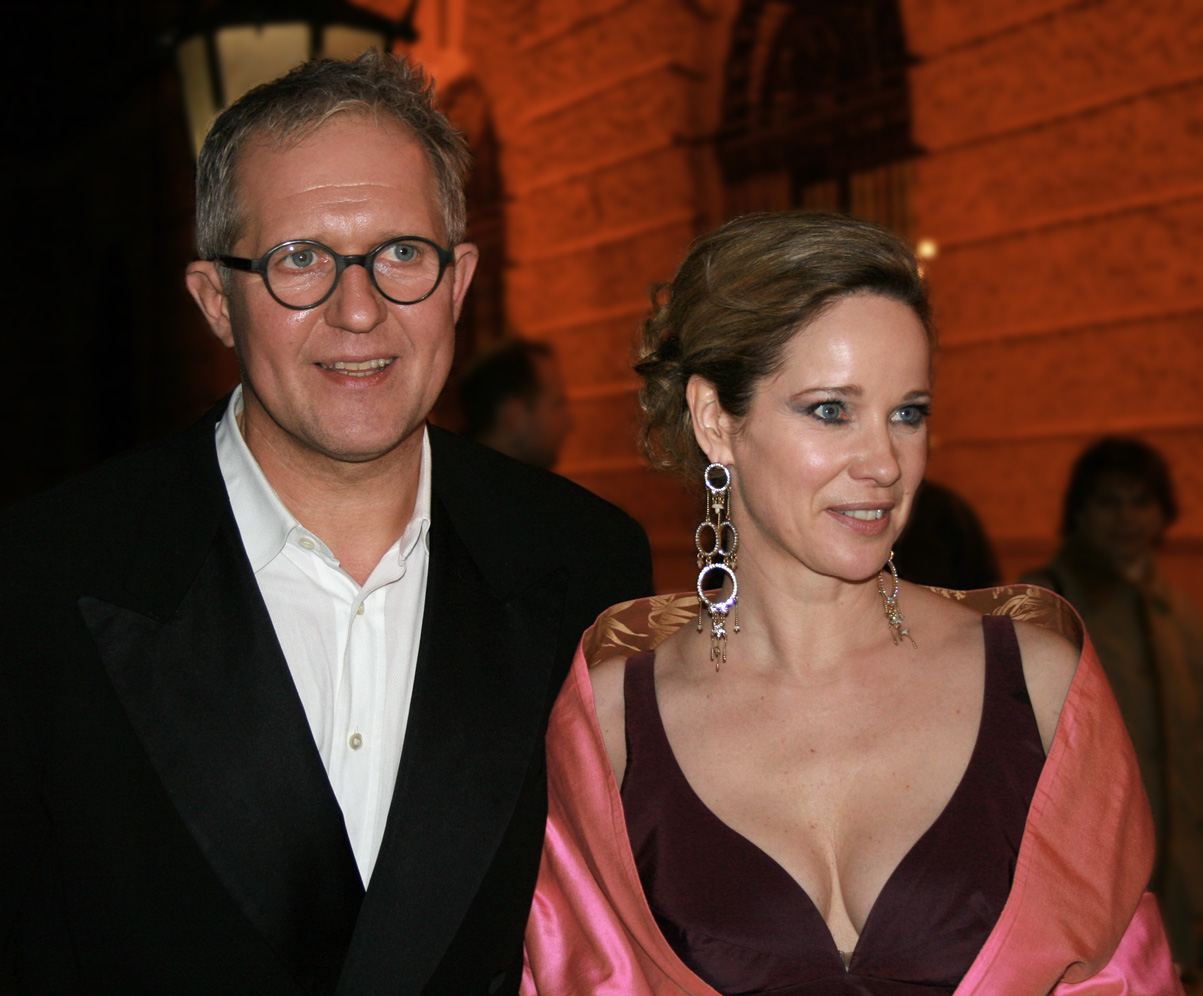
Ann-Kathrin Kramer und Harald Krassnitzer (Romyverleihung 2008 in Wien)

Kramer verließ mit 16 Jahren die Schule. Sie machte eine Ausbildung und arbeitete in München als Schauwerbegestalterin, porträtierte Touristen in Griechenland und holte 1989 das Abitur nach. Sie studierte Schauspiel an der Schauspielschule Gmelin in München und nach der Lee-Strasberg-Methode bei John Costopoulos. Gesang studierte sie bei Anneliese Hofmann de Boer.

### Privates
Von August 1990 bis 1992 war Ann-Kathrin Kramer in erster Ehe mit dem Schauspieler Peter Finkbeiner verheiratet. Bis 1999 war sie sechs Jahre lang mit ihrem Schauspielkollegen Jan Josef Liefers, den sie bei den Dreharbeiten der Fernsehserie Die Partner kennenlernte, liiert. Aus dieser Beziehung entstammt ein gemeinsamer Sohn, der 1997 geboren wurde.
Seit dem Jahr 1999 ist sie mit dem österreichischen Schauspieler Harald Krassnitzer, den sie bei den Dreharbeiten von Du sollst nicht töten kennenlernte, zusammen. Am 7. Juli 2009 heiratete das Paar nach zehn Jahren Beziehung auf einem Schiff auf der Donau in der Wachau. Sie leben gemeinsam in Wuppertal und in Österreich. Mit ihrem Mann spielten sie auch die Hauptrollen im TV-Drama Aus dem Leben, für die Leistung wurden sie in der Kategorie Duo für den Deutschen Schauspielpreis 2025 nominiert.
Seit den 1990er Jahren engagiert sich Kramer ehrenamtlich bei dem Verein Dunkelziffer, der sich für sexuell missbrauchte Kinder einsetzt. Im November 2022 hat sie gemeinsam mit ihrem Mann die Schirmherrschaft des Fördervereins Chance 8 übernommen, der emotional und sozial belastete Kinder unterstützen will.

## Karriere

### Film und Fernsehen
Im September 1993 sah man Kramer unter der Regie von Franz Josef Gottlieb als Eva an der Seite von Walter Plathe in dem ZDF-Unterhaltungsspecial Kein perfekter Mann erstmals im Fernsehen. In der Folgezeit war sie in mehreren Gastrollen verschiedener Fernsehserien, wie SOKO München, Liebe ist Privatsache und Alles außer Mord zu sehen. Eine erste durchgehende Serienrolle bekam sie als OP-Schwester Anna Seidelberg in der Sat.1-Krankenhausserie Hallo, Onkel Doc!, wo sie in den ersten vierzehn Folgen mitwirkte. In der sechsundzwanzigteiligen ARD-Fernsehserie Die Partner war sie neben Jan Josef Liefers und Ulrich Noethen als Ermittlerin Caro Koslowski in einer der Hauptrollen zu sehen.
Seither wirkte Kramer in zahlreichen Film- und Fernsehproduktionen mit. In dem ZDF-Fernsehfilm Die Konkurrentin (1997) besetzte sie Regisseurin Dagmar Hirtz als dynamische und ehrgeizige Betriebswirtin Maren Rieger, die sich in ihre Konkurrentin und Vorgesetzte Katharina Nordberg (Charlotte Schwab) verliebt. Eine weitere Zusammenarbeit mit Schwab folgte mit der ZDF-Krimireihe Das Duo, wo sie mit ihr als Kriminalhauptkommissarin Lizzy Krüger, die sie von 2002 bis 2006 spielte, das titelgebende Duo bildete.
In Marc Rothemunds Liebeskomödie Das merkwürdige Verhalten geschlechtsreifer Großstädter zur Paarungszeit (1998) war sie an der Seite von Christoph Waltz, der den Charly spielt, als dessen Ex-Frau Manuela in einer der Hauptrollen zu sehen. In dem dokumentarischen Fernsehfilm Abgehauen, der nach den Tagebüchern des Schauspielers Manfred Krug tatsächliche Ereignisse schildert, die auf die Ausbürgerung des Liedermachers Wolf Biermann aus der DDR folgten, spielte sie die Rolle der Ehefrau des Künstlers und Bildhauers Manfred Salow, der im Film von Peter Donath verkörpert wurde. In dem Sat.1-Thriller Hurenmord – Ein Priester schweigt war sie erstmals an der Seite von Harald Krassnitzer, der die Titelrolle des Priesters spielte, als dessen Filmschwester Anna Kleine zu sehen. Unter der Regie von Christiane Balthasar übernahm sie in dem Sat.1-Erotik-Thriller Callboys – Jede Lust hat ihren Preis (1999) erstmals die Rolle der beim BKA arbeitenden Profilerin Michelle Eisner, die sie innerhalb der gleichnamigen Fernsehreihe in den Filmen Messerscharf – Tödliche Wege der Liebe (2002) und Der Auftrag – Mordfall in der Heimat für zwei weitere Male verkörperte. Eine weitere ähnlich gelagerte Rolle hatte sie in dem Thriller Auf schmalem Grat, wo sie die Polizistin Carla, die als Undercover-Agentin den rätselhaften Freitod ihrer Freundin und Kollegin aufzuklären versucht, sich dabei in einen Staatsanwalt verliebt und schließlich in ein Netz von Korruption und Sexismus gerät.
Im Januar 2001 war sie erstmals in der ZDF-Krimireihe Ein starkes Team in einer Gastrolle zu sehen. In Peter F. Bringmanns inszenierter Folge Lug und Trug spielte sie die Ehefrau des Spediteurs Lars Buchwald (Peter Sattmann), die ihre eigene Entführung inszeniert, um mit ihrem Liebhaber Benno Sommer (Ingo Naujoks) mit einem ordentlichen Startkapital ein neues Leben zu beginnen. In den Jahren 2014 (als Gisela Kubasch) und 2015 (als zweite Ehefrau von Stiftungsgründer Günther Berger) übernahm sie erneut Gastauftritte in der Krimireihe. In dem ARD-Fernsehfilm Allein unter Männern verkörperte sie die Hauptrolle der jungen Tierärztin Dr. Tana Fechner, die sich in den Reitstall-Besitzer Bernhard Bausch (Harald Krassnitzer) verliebt. In Peter Keglevics Sat.1-Kriminalfilm Der Tanz mit dem Teufel (2001), der die Entführung des Unternehmers Richard Oetker im Dezember 1976 nachzeichnet, war sie neben Sebastian Koch in der Rolle der Lena zu sehen.
In dem Sat.1-Fernsehfilm Heiratsschwindlerin mit Liebeskummer (2006), für den Kramer auch das Drehbuch schrieb, verkörperte sie die kurz vor der Pleite stehende Kioskbesitzerin Therese Kötter. In der Fernsehkrimireihe Die Nonne und der Kommissar war sie in den Jahren 2006, 2009 und 2012 in insgesamt drei Filmen in der Hauptrolle der eigenwilligen Schwester Camilla zu sehen. 2007 war Kramer erstmals in der Fernsehreihe Tatort zu sehen, wo sie in der Folge Strahlende Zukunft des Bremer Ermittlerteams Lürsen und Stedefreund die Rolle der Frederike Kawentz übernahm. In dem Fernsehzweiteiler Im Meer der Lügen (2008) spielte sie unter der Regie von Jörg Grünler die allein erziehende Mutter Stefanie Ritter, die sich in einen Flugkapitän verliebt, unter Mordverdacht gerät und in einem mexikanischen Gefängnis landet. In dem fünften und letzten Fall der ARD-Krimireihe Commissario Laurenti, Totentanz (2009), verkörperte Kramer die Schwester von Laurentis Erzfeind Viktor Drakic (Christopher Buchholz), die nicht nur Auftragsmorde erteilt, sondern auch im Eifer des Gefechts die Journalistin Alba Guerra (Natalia Avelon) erschlägt.
In dem dreizehnten Film der Filmreihe Das Traumhotel, Chiang Mai (2010), übernahm sie als Susanne Rückert, die ihren Mann Holger nach einem Tauchgang im thailändischen Chiang Mai vermisst, eine Episodenhauptrolle. In der Sat.1-Produktion 380.000 Volt – Der große Stromausfall (2010) war sie in der Rolle der Berlinerin Anja Radtke, die leitende Ingenieurin eines Energieversorgers, zu sehen. Eine historische Rolle hatte sie 2010 an der Seite von Armin Rohde in dem ARD-Märchenfilm Der Meisterdieb als Gräfin Greta. In dem zweiteiligen ORF-1-Thriller Vermisst – Alexandra Walch, 17 (2011) verkörpert sie gemeinsam mit Richy Müller die leidgeprüften Eltern, deren Tochter Alexandra Walch an ihrem 17. Geburtstag spurlos verschwindet. In Michael Riebls österreichisch-deutschen Fernsehfilm Der Wettbewerb (2011) spielte sie die Ehefrau des Ölmanagers Hubert Fischbach (Harald Krassnitzer). In dem Psychothriller Kleine Morde (2012) agierte sie neben Paul Falk als Anwältin Julia Corner in einer der Hauptrollen. In dem ARD-Fernsehfilm Alles für meine Tochter (2013) spielte sie die Kölner Lehrerin Ines Erdmann, die ihre Tochter zur Adoption freigegeben hat und nach etlichen Jahren in ihrer Schulklasse wiedersieht. In Walter Webers Dramödie Das Kloster bleibt im Dorf (2015) übernahm sie an der Seite von Suzanne von Borsody und Therese Hämer die Rolle der Intrigen spinnenden Psychologin Dr. Ulrike Purscheck. In dem letzten Film der ARD-Melodramreihe Liebe am Fjord, Das Alter der Erde (2016), war sie als Bergführerin Birthe Haugen zu sehen, die den Boden unter den Füßen zu verlieren droht, als ihre 20-jährige Tochter Tilde von zu Hause auszieht. Von 2016 bis 2017 war sie gemeinsam mit Harald Krassnitzer in der von der ARD neu eingeführten Filmreihe Eltern allein zu Haus als Ehepaar Schröder zu sehen. In Hochzeit in Rom (2017) war sie als Mutter des aus Köln stammenden Architekten Max Hauser zu sehen, der sich in die attraktive Kellnerin Bianca D’Arcadia aus Rom verliebt hat. In dem ARD-Fernsehfilm Verliebt auf Island (2019) übernahm sie die Rolle der alleinerziehenden Claudia Freydank, die sich in den besten Freund ihres Sohnes Patrick verliebt hat und es vor ihrem Sohn zu verbergen versucht. Im ZDF-Herzkinofilm Ein Sommer auf Mykonos (2020) spielte sie die Mutter der von Valerie Huber dargestellten Hauptfigur Jana Johannson, die auf Mykonos ihren Ex-Mann wiedersieht.
Kramer ist Mitglied im Bundesverband Schauspiel und der Deutschen Filmakademie.

### Tätigkeit als Autorin
2005 erschien Kramers Kinderbuch Matilda – Oder die aus dem Haus ohne Fenster im Edition Riesenrad Verlag. Die Rechte kaufte später der Baumhaus Verlag und gab es 2013 neu illustriert unter dem Titel Matilda, das Mädchen aus dem Haus ohne Fenster heraus. Im März 2014 erschien mit Neues von Matilda, dem Mädchen aus dem Haus ohne Fenster eine Fortsetzung ihres Kinderbuchs.
Im November 2008 veröffentlichte Stefan Loeffler ein Buch über Ann-Kathrin Kramer mit dem Titel Begegnungen.

## Filmografie

### Filme
eine Auswahl:
- 1993: Kein perfekter Mann
- 1996: Rivalen am Abgrund
- 1997: Die Friedensmission – 10 Stunden Angst
- 1997: Die Konkurrentin
- 1997: Heiß und kalt
- 1998: Supersingle
- 1998: Die Mörderin
- 1998: Das merkwürdige Verhalten geschlechtsreifer Großstädter zur Paarungszeit (Kino)
- 1998: Kidnapping Mom & Dad
- 1998: Abgehauen
- 1998: Hurenmord – Ein Priester schweigt
- 1999: Die Todesgrippe von Köln
- 1999: Gefährliche Hochzeit
- 2000: Auf schmalem Grat
- 2001: Allein unter Männern
- 2001: Das Baby-Komplott
- 2001: Familie und andere Glücksgefühle
- 2001: Der Tanz mit dem Teufel – Die Entführung des Richard Oetker
- 2002: Therapie und Praxis
- 2003: Im Schatten der Macht
- 2004: Mörderische Suche
- 2004: Ein Zwilling ist nicht genug
- 2005: Mutter aus heiterem Himmel
- 2006: Heiratsschwindlerin mit Liebeskummer
- 2006: Die Pirateninsel – Familie über Bord
- 2006: Die Nonne und der Kommissar
- 2006: Geküsst wird vor Gericht
- 2007: Die Weihnachtswette
- 2008: Im Meer der Lügen (Zweiteiler)
- 2009: Die Nonne und der Kommissar – Todesengel
- 2009: Mein Nachbar, sein Dackel & ich
- 2010: Ich trag dich bis ans Ende der Welt
- 2010: Ungesühnt
- 2010: Der Meisterdieb
- 2010: 380.000 Volt – Der große Stromausfall
- 2011: Vermisst – Alexandra Walch, 17
- 2011: Der Wettbewerb
- 2012: Die Nonne und der Kommissar – Verflucht
- 2012: Der Rekordbeobachter
- 2012: Alles Bestens
- 2012: Kleine Morde (Kino)
- 2012: Mit geradem Rücken
- 2013: Ein Sommer in Amalfi
- 2013: Alles für meine Tochter
- 2014: Die kalte Wahrheit
- 2015: Das Kloster bleibt im Dorf
- 2017: Hochzeit in Rom
- 2019: Verliebt auf Island
- 2020: Ein Sommer auf Mykonos
- 2021: Tödliche Gier
- 2021: Mona & Marie – Eine etwas andere Weihnachtsgeschichte (Fernsehfilm)
- 2023: Mona & Marie – Ein etwas anderer Geburtstag (Fernsehfilm)
- 2024: Aus dem Leben (Fernsehfilm)
- 2025: Wilsberg: Mit allen Wassern gewaschen (Fernsehreihe)

### Fernsehserien und -reihen
- 1993: SOKO 5113/SOKO München (Folge Wild und treu)
- 1993: Liebe ist Privatsache (Folge Liebe ist Privatsache)
- 1994: Alles außer Mord: Wer Gewalt sät
- 1994: Hallo, Onkel Doc! (12 Folgen)
- 1995: Zwei Brüder: Die lange Nacht
- 1995–1996: Die Partner (26 Folgen)
- 1997: Rosamunde Pilcher: Irrwege des Herzens
- 1997: Faust: Villa Palermo
- 1999–2003: Michelle Eisner
  - 1999: Callboys – Jede Lust hat ihren Preis
  - 2002: Messerscharf – Tödliche Wege der Liebe
  - 2003: Der Auftrag – Mordfall in der Heimat
- 2000: Der letzte Zeuge S03-E02 (15) Ein Mann kommt zurück
- 2001: Ein starkes Team: Lug und Trug
- 2002–2006: Das Duo (Fernsehreihe) → siehe Besetzung
- 2006: Der letzte Zeuge (1 Folge)
- 2006: Ein Fall für zwei (Folge Doppelpass)
- 2007: Tatort: Strahlende Zukunft
- 2009: Commissario Laurenti – Totentanz
- 2009: Polizeiruf 110: Tod im Atelier
- 2010: Das Traumhotel – Chiang Mai
- 2014: Das Traumschiff: Mauritius
- 2014: Ein starkes Team: Alte Wunden
- 2014, 2019: Der Alte (verschiedene Rollen, 2 Folgen)
- 2015: Ein starkes Team: Tödliches Vermächtnis
- 2015: Katie Fforde: Mein Wunschkind
- 2016: Liebe am Fjord – Das Alter der Erde
- 2016: Die Chefin (Folge Hexenjagd)
- 2016: Dora Heldt: Wind aus West mit starken Böen
- 2017: Eltern allein zu Haus (Trilogie)
  - 2017: Eltern allein zu Haus: Die Schröders
  - 2017: Eltern allein zu Haus: Die Winters
  - 2017: Eltern allein zu Haus: Frau Busche
- 2017: Der Bergdoktor (Folge Gestohlenes Glück)
- 2018: Katie Fforde: Familie auf Bewährung
- 2020, 2024: Kroymann (Satiresendung, Special – Die Entgiftung u. Ist die noch gut?)
- 2022: Der Bergdoktor (Folge Endlich Leben)
- 2023: Zwei Seiten des Abgrunds (Two Sides of the Abyss, 6 Folgen)
- 2023: Die Frau im Meer (2-Teiler)
- 2024: Der Staatsanwalt (Folge Zu schön, um wahr zu sein)
- 2024: Familie Anders: Die rosarote Brille

## Kinderbücher
- Matilda, das Mädchen aus dem Haus ohne Fenster. Baumhaus, Köln 2013, ISBN 978-3-8339-0077-8
- Neues von Matilda, dem Mädchen aus dem Haus ohne Fenster. Baumhaus, Köln 2014, ISBN 978-3-8339-0136-2